# Йове Сърбинов
Йове Сърбинов е български революционер, деец на Вътрешната македоно-одринска революционна организация.

## Биография
Роден е в охридското българско село Куратица, тогава в Османската империя. Присъединява се към ВМОРО и става селски войвода на четата в родното си село. Участва в Илинденско-Преображенското въстание през лятото на 1903 година и в сражението при Гърмешница. Делегат е на Охридския районен конгрес на ВМОРО от юли 1906 година.